# Asella
Asella (ou Asela) é uma cidade da Etiópia, localizada na Zona de Arsi, uma ex-província na região central do país, habitada pelos Oromas, situada cerca de 175 km da capital, Adis Abeba.
Asella era a capital da província de Arsi, até essa ter sido transformada em zona, pela constituição etíope de 1995, mas mantém ainda algumas funções administrativas centrais da atual zona.
Dotada de um pequeno aeroporto, a cidade tem uma população de 84.645 habitantes (censo 2005.) Ela é conhecida nacionalmente como cidade natal do maior ídolo esportivo do país, o campeão olímpico Haile Gebrselassie.